# Halo galáctico

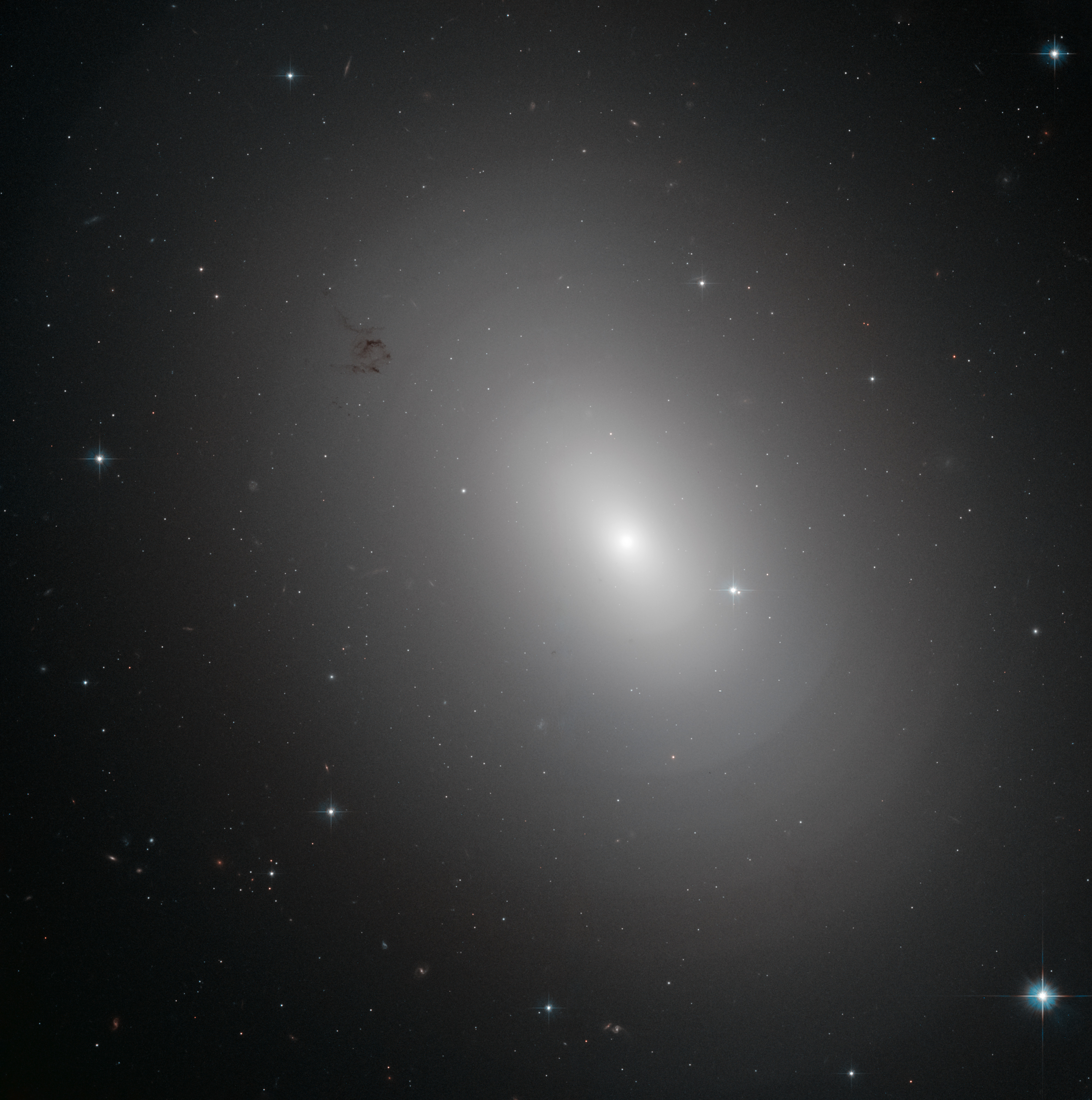
Fotografía de la Galaxia elíptica NGC 3923, a 90 millones de años luz, ubicada en la constelación de Hidra. Mostrando un Halo Galáctico formado por capas.

El halo galáctico es la región del espacio que rodea las galaxias espirales, como por ejemplo nuestra galaxia, la Vía Láctea. Tiene un tamaño aproximado de más de 15 kiloparsecs. Se piensa que está formado por gas interestelar poco denso, estrellas viejas (enanas marrones y enanas rojas) y materia oscura (probablemente MACHO's, WIMP's, etc.).

## Estrellas del halo
La mayor parte de las estrellas en una galaxia espiral se hallan situadas cerca de un único plano (el plano galáctico), en órbitas más o menos circulares en torno al centro de la galaxia (núcleo galáctico), o bien en una zona esferoidal que rodea el núcleo (bulbo galáctico). Sin embargo, algunas estrellas están situadas en un halo, también de forma esferoidal, que rodea la galaxia. El comportamiento orbital de algunas de estas estrellas no está claro, pero podría ser que describieran órbitas retrógradas y/o con una gran inclinación, o simplemente se movieran en órbitas irregulares. Las estrellas del halo pueden provenir de pequeñas galaxias que se fusionan con la galaxia espiral; por ejemplo, la galaxia Enana Elíptica de Sagitario está en proceso de fusión con la Vía Láctea y ciertas observaciones indican que algunas estrellas del halo de la Vía Láctea pueden provenir de dicha galaxia.
A diferencia del disco galáctico, el halo parece no contener polvo interestelar, y además las estrellas del halo son de Población II, mucho más viejas y con menor metalicidad que las de Población I del disco galáctico (pero similares a las del bulbo galáctico). El halo galáctico también cuenta con numerosos cúmulos globulares.
En ocasiones, el movimiento de las estrellas del halo las lleva a través del disco galáctico, y algunas enanas rojas próximas al Sol pertenecen al halo galáctico, como por ejemplo la estrella de Kapteyn y Groombridge 1830. A causa de su movimiento irregular alrededor del centro de la galaxia, suponiendo que realmente realizan dicho movimiento, estas estrellas a menudo tienen un movimiento propio desacostumbradamente alto.

## Materia oscura del halo
Más allá de la parte visible del halo galáctico, existe una región mucho más extensa, conocida bajo el nombre de halo sombrío, halo extenso o corona galáctica, que contiene grandes cantidades de materia oscura.
La presencia de materia oscura en el halo se detecta por su efecto gravitatorio en la curva de rotación de la galaxia espiral. Sin grandes cantidades de masa en el halo extenso, la velocidad de rotación de la galaxia debería disminuir a una gran distancia del núcleo galáctico. Sin embargo, observaciones de la línea de emisión del hidrógeno atómico (conocida en astronomía con el nombre de HI), muestran que la curva de rotación de muchas galaxias espirales sigue siendo plana más allá de donde acaba la materia visible. La ausencia de materia visible implica la presencia de materia no observada (es decir, oscura). Afirmar que esta materia oscura no existe significaría que la teoría de la relatividad general es falsa, lo que podría ser posible, pero la mayoría de los científicos necesitarían muchas más pruebas antes de considerar esta eventualidad.
La naturaleza de la materia oscura en el halo galáctico de las galaxias espirales es todavía indeterminada, pero las teorías más en boga predicen que el halo sombrío aloja un gran número de pequeños cuerpos conocidos como MACHOS y/o WIMPS. Observaciones del halo de la Vía Láctea, en busca de sucesos de lente gravitacional, muestran que el número de MACHOS no es suficiente para explicar la masa requerida.